# Cultura lima
La cultura lima es una cultura arqueológica del Antiguo Perú que se desarrolló en la Costa central, en la actual provincia epónima, entre los años 100 y los 650 de la era cristiana, durante el período Intermedio Temprano e inicios del Horizonte Medio.  Es coetánea con las culturas Moche, Nasca, Recuay y Huarpa.  Se conoce a la cultura lima por su colorida y escultórica cerámica con representaciones de seres serpentiformes entrelazados y peces.  También por sus edificios hechos con pequeños adobes hechos a mano y así como su fina y policroma cerámica decorada con motivos geométricos.

## Ubicación geográfica de la cultura Lima
La cultura lima se desarrolló fundamentalmente en los valles de los ríos Chillón, Rímac y Lurín, situados en la costa central del Perú. Estos tres valles (incluyendo el valle seco de Ancón) tienen caracteres comunes que les confieren unidad geográfica.

## Potra
Un sello distintivo de esta cultura es su iconografía, que es sencilla: la mayoría de sus diseños se basan en la imagen de dos serpientes con cabezas triangulares (cuyos cuerpos forman un zigzag), un ser sobrenatural sonriente y un pulpo de la especie Octopus sp. Esta iconografía debió ser creada por tejedores y luego copiada en otros materiales y soportes.
Algunas características peculiares de la cultura lima son:
- Las técnicas de construcción, básicamente dos:
  - El uso del tapial, es decir, de muros hechos con grandes adobes o adobones de barro apisonado.
  - La utilización de adobes pequeños con forma de paralelepípedo, estos dispuestos en los muros a la manera de libros en un estante).
- El diseño de complejos arquitectónicos monumentales, estructurados en torno a plazas y a una zona habitacional adyacente.
- Las costumbres funerarias (enterraban los cuerpos de manera extendida, de cúbito dorsal o ventral, hecho que rompió abruptamente la antigua tradición de los cuerpos con posición flexionada).

## Asentamientos principales
Los principales sitios de la cultura lima son:
- En el valle de Chancay: Cerro Trinidad.
- En el valle seco de Ancón: Playa Grande.
- En el valle de Chillón: Cerro Culebra, La Uva, Copacabana.
- En el valle del Rímac: Maranga, que es un inmenso complejo arquitectónico, el más importante de las últimas fases de la cultura lima, actualmente en los distritos del Cercado, San Miguel y Pueblo Libre, en donde destaca la huaca de San Marcos; el complejo de Cajamarquilla y la pirámide de Nieveria, ambos en el distrito de Lurigancho-Chosica; Mangomarca, en el distrito de San Juan de Lurigancho; la Huaca Pucllana, Pugliana o Juliana, en la zona costera del distrito de Miraflores; la huaca Trujillo (Huachipa); Vista Alegre (cerca de Puruchuco).
- En el valle del Lurín: el viejo templo de Pachacámac, es decir la más antigua construcción de este santuario.

## Periodos de su desarrollo
Los estudiosos han realizado diversos intentos de ordenamiento cronológico del desarrollo de esta cultura, siguiendo fundamentalmente el estilo de las piezas cerámicas halladas. 

### Tres grandes etapas
Al decaer la Cultura Chavín, las comunidades de la costa central del actual Perú se desarrollaron en tres etapas hasta ser absorbidas por la Cultura Huari. Estas etapas se diferencian principalmente por el estilo de sus respectivas cerámicas y se denominan así: 
- Primera etapa: Baños de Boza o Miramar (Cultura pre Lima, siglo III a. C. al II d. C.)
  - Cerámica: Blanco sobre Rojo
- Segunda etapa: Playa Grande (Cultura lima, siglo II al VI d. C.)
  - Cerámica tricolor: Blanco, rojo y negro
  - Estilo interlocking
- Tercera  etapa: Maranga - Cajamarquilla - Nievería (Cultura lima, siglo VI al VII d. C.)
  - Cerámica tetracolor: Blanco, rojo, negro y gris

### La subdivisión en fases por T. Patterson
Dichos estilos fueron a su vez subdivididos en una clasificación que el arqueólogo estadounidense Thomas C. Patterson realizó en 1964. Este estudioso, siguiendo los aportes metodológicos de John Rowe, definió 13 agrupaciones de conjuntos de cerámica que comparten un número significativo de rasgos y corresponden a igual número de fases: 
- Las cuatro primeras fases son el antecedente de la cultura lima, por lo que se le denomina también como pre Lima, y se caracteriza por el desarrollo del estilo Blanco sobre Rojo, cuyas muestras de cerámica fueron halladas en Miramar, cerca de Ancón, que han sido correlacionadas con otras muestras de estilo similar halladas en Baños de Boza y Cerro Trinidad, en el valle de Chancay.
- Las nueve siguientes fases o estilos corresponden propiamente a la cultura lima; los siete primeros de ellos corresponden al estilo conocido como interlocking y las dos últimas al de Maranga.

### Estilos de cerámica
A continuación una explicación breve de los tres grandes estilos de la cerámica pre lima y lima:
- El estilo blanco sobre rojo [pre lima] se caracteriza por su decoración pintada en blanco sobre el fondo rojo natural de la vasija (otra modalidad era cubrir primero la superficie de la vasija con una pintura blanca sobre la que se decoraba con trazos negros y rojos). Los ejemplares cerámicos son de aspecto burdo, con decoración sencilla y geométrica. Las formas más comunes son las ollas casi globulares con cuello corto, platos, cuencos, pequeños cántaros, etc.
- El estilo interlocking (entrelazado) [lima] se caracteriza por tener como motivo principal de decoración una serie de figuras estilizadas en forma de pez o serpiente entrelazadas entre sí, como figuras geométricas de líneas y puntos. Usa los colores blanco, rojo y negro (tricolor) sobre un fondo de engobe rojo. Las formas representativas son tazas, ollas y vasos.
- El estilo Maranga [lima] se caracteriza por presentar en su decoración de grecas, peces entrelazados, líneas entrecruzadas, triángulos, círculos y puntos blancos. Usa los colores rojo, blanco, negro y gris (tetracolor) sobre un fondo de engobe anaranjado, fino, lustroso y brillante. Las formas de los ceramios son muy variadas, entre ellas la llamada forma lenticular. Su fase final se conoce con el nombre de estilo Nievería.

## Etapas
Las etapas del desarrollo cultural de esta cultura son:

### Primera etapa: Baños de Boza o Miramar
Como ya quedó anotado, esta etapa cultural es el antecedente inmediato de la cultura lima y se ubica en las postrimerías de la influencia Chavín y los inicios del Intermedio Temprano (siglo III a. C. a II d. C.) Aunque no es probable que su estilo cerámico, el llamado Blanco sobre Rojo, haya dado origen a los posteriores estilos cerámicos de la cultura lima, pues estos parecen tener origen foráneo. Incluso, sabemos en el momento de la transición, el estilo Blanco sobre Rojo coexistió por un buen tiempo con el de la cultura lima.
El arqueólogo alemán Max Uhle fue quien a principios del siglo XX descubrió restos de cerámica de estilo Blanco sobre Rojo en Cerro Trinidad, cerca del poblado de Chancay. También halló evidencias de otro estilo cerámico, que luego sería bautizado interlocking, al que consideró erradamente como el más antiguo. Por la década de 1920 Alfred Kroeber continuó los estudios en Cerro Trinidad,  y tiempo después, William D. Strong y John M. Corbett encontraron restos de cerámica del estilo Blanco sobre Rojo en Pachacámac, más al sur, en el valle de Lurín.
Fue Gordon Willey quien se encargó de fijar correctamente la secuencia cronológica de los estilos cerámicos hallados en Cerro Trinidad, colocando al estilo Blanco sobre Rojo como el más antiguo de esa parte de la costa central. Willey excavó también en Baños de Boza, situado también en el valle de Chancay, que resultó ser un sitio aislado con ocupación casi exclusiva del estilo Blanco sobre Rojo, razón por la cual fue conocido como “estilo Baños de Boza”. Willey publicó los resultados de sus estudios en 1945.
Otras excavaciones realizadas en Miramar (cerca de Ancón) sacaron a la luz diversos ejemplares de cerámica con otra modalidad del estilo Blanco sobre Rojo, que fue bautizado como “estilo Miramar”. En 1964 el arqueólogo estadounidense Thomas Patterson, en su conocida secuencia de fases del desarrollo cerámico, ubicó al estilo Blanco sobre Rojo o Miramar en cuatro fases, anteriores a las de la cultura lima.
El estilo Blanco sobre Rojo, en sus modalidades Baños de Boza y Miramar, se impuso en la cerámica de los alfareros de todas las comunidades aldeanas de la costa central de Lima (valles de Chancay, Ancón [valle seco], Chillón, Rímac y Lurín), tras el cese de la influencia de la cerámica de estilo Chavín. Las excavaciones han sacado a la luz restos de ollas casi globulares, con cuello corto, de abertura dilatada y casi convexa. También se encontraron  platos, vasos, cántaros pequeños, etc
De esta etapa se conocen pequeñas aldeas de pescadores (Ancón) y de agricultores. Estos últimos ocupaban laderas aterrazadas de cerros al borde del valle. Las quebradas laterales tenían particular importancia pues recogían agua durante la temporada de lluvias. Un sistema de reservorios en Huachipa permitía almacenar agua. En Tablada de Lurín se han hallado extensos cementerios, de 20 a 50 hectáreas, que albergaban miles de entierros de esta época. El presencia de armas, porras y estólicas como ofrendas funerarias y las evidencias de refugios protegidos de murallas en las partes altas de los cerros indican que las relaciones con las etnias vecinas no eran del todo pacíficas.

### Segunda etapa: Playa Grande
Esta etapa y su estilo cerámico (llamado también interlocking) corresponden a la primera etapa de la cultura lima (siglos II al V d. C.).
Lo que le da su nombre es el asentamiento de Playa Grande ubicado en el actual balneario de Santa Rosa, distrito de Santa Rosa, Lima Metropolitana, 3 km al sur de Ancón, descubierto por Louis Stumer en 1952. Sin embargo el estilo ya había sido identificado anteriormente por Max Uhle en Cerro Trinidad (Chancay), y estudiado por Kroeber (1926), Strong y Corbett (1943) y Willey (1943), bajo el nombre de interlocking o interlocked fish, en atención a que su característica principal es un diseño estilizado de peces (o serpientes) entrelazados que decoran las paredes de las cerámicas, combinando los colores negro, blanco y rojo (tricolor). Al parecer, su origen estaría en la influencia de la Cultura Recuay, situada más al norte, en Áncash.
Su posición estratigráfica como posterior a Baños de Boza y anterior a Maranga y a Tiahuanaco-Huari fue corroborado por estudios minuciosos realizados por Ernesto Tabío en 1957. Luego, Patterson lo incluyó en su secuencia del desarrollo cerámico que englobó bajo el nombre de “Lima” (1964).
Demostrando progreso tecnológico, los alfareros al servicio de los centros ceremoniales de esta época fabricaron cerámica fina y de formas agradables, aunque también se han hallado tiestos grandes, de pasta gruesa y de aspecto burdo.
El área de distribución de este estilo se sitúa entre el valle de Chancay al norte, y el de Lurín al sur. Hacia el este, quizá llegó hasta el segmento cisandino. Todo lo cual hace pensar que los grandes señores de la costa central habían ampliado sus dominios.
Las edificaciones hechas durante la fase Baños de Boza-Miramar fueron ampliadas, convirtiéndose en grandes pirámides de plataformas escalonadas. Estos palacios-templos tenían enormes patios para las reuniones rituales y las actividades comerciales. Fueron también construidos complejos urbanísticos en diversos lugares de los valles. Los santuarios y las viviendas de los nobles estaban rodeados de extensas plantaciones y corrales con abundante ganado.
La base cuadrangular de la arquitectura monumental estaba hecha con muros de piedra. Luego aparecían las plataformas de varios pisos, construidas  con adobitos de diversa forma y tamaño. Las paredes interiores eran tapiales enlucidos. Decoraban sus paredes con matices rojos y blancos, que de lejos los hacían ver como esplendentes edificaciones. Algunas paredes principales estaban decoradas con el estilo interlocking, de forma multicolor, como se ha descubierto en Cerro Culebras (valle del Chillón).
Para hacer estas gigantescas pirámides, con miles de piedras y millones de adobitos, debió ser necesaria la participación de arquitectos, albañiles, ayudantes, portadores, pintores, decoradores, carpinteros, técnicos y mano de obra abundante. Por ello, se deduce que la población de los valles debió ser muy numerosa. 
Una característica significativa de esta etapa fueron los cambios en los comportamientos funerarios: la tradicional posición flexionada del cuerpo con los miembros fuertemente encogidos, sentada o sobre un lado, es reemplazado por el ritual Lima, con la posición extendida del cuerpo. Escasas fechas obtenidas del carbono 14 situarían este hecho entre el siglo IV y el siglo V d. C. En Playa Grande se ubicaron 12 entierros con 30 individuos; lo más notables llevaban ofrendas de cuarzo, jadeita, turquesa, lapislázuli, Spondylus y obsidianas. En una de las tumbas se encontraron dos cabezas humanas trofeo puestas como ofrenda, así como aves de bellísimo plumaje.
De todos los asentamientos de esta época, Playa Grande fue probablemente el más importante, estando entonces muy por encima del antiguo santuario de Pachacámac y otros asentamientos de la cultura lima. La ubicación de Playa Grande, frente al mar y a un grupo de islas evidencian su importancia religiosa, lo mismo que la riqueza de su cerámica e instrumental encontrada (por ejemplo, el lanzón de Playa Grande).
Por desgracia, buena parte de la información escondida en Playa Grande fue destruida con la construcción del balneario; en la actualidad y por falta de recursos e interés de las autoridades, se pueden perder restos subyacentes en más de 100 hectáreas de la zona no urbanizada del balneario; zona sobre la cual han puesto su interés varias inmobiliarias con consentimiento de la entidad estatal.
Otros ejemplos clásicos del estilo Playa Grande fueron encontrados en el valle del Chillón, en particular en Cerro Culebra y en Copacabana, dos asentamientos con arquitectura monumental. Asimismo, vasijas y textiles sumamente comparables, asociados con la arquitectura con adobitos, fueron hallados también en las vecinas cuencas del Rímac (Huaca Trujillo, cerca de Cajamarquilla, en Huachipa) y Lurín (Pachacámac y la Tablada de Lurín). 

### Tercera etapa: Maranga - Cajamarquilla - Nievería
El último período en la historia de la cultura lima (siglos VI-VII d. C.) fue reconstruida por los arqueólogos primordialmente a partir de las excavaciones en los valles del Rímac y Lurín. Importancia crucial tuvieron los trabajos en Cajamarquilla y Nievería (ambos en la margen derecha del Rímac) así como en el monumental complejo de pirámides de Maranga (margen izquierda del mismo río), hoy parcialmente dentro de la ciudad universitaria de la Universidad de San Marcos.
Max Uhle fue el primero en estudiar el estilo cerámico de Nievería, de fino acabado y elegante decoración, que relacionó con otras muestras que halló en Cerro Trinidad y al cual denominó “Proto Lima”, creyéndola de origen Nasca. Raoul Dancourt, en 1922, prefirió llamar Cajamarquilla a la cerámica de Nievería. Posteriormente, en 1949, el arqueólogo ecuatoriano Jacinto Jijón y Caamaño empleó el término de “Maranga” para la fase tardía del llamado “Proto Lima”, por el nombre del complejo arquitectónico donde realizaba entonces estudios. Fue Stumer quien sugirió los nombres de “Playa Grande” para las fases tempranas (llamada entonces interlocking) y “Maranga” para las tardías. Y en 1964, T. Patterson unificó estos nombres bajo el vocablo “Lima”, dividido en 9 fases, situando el estilo Nievería en los comienzos del Horizonte Medio (660 d. C.). Actualmente se define a Nievería como una variedad local y contemporánea de la última fase del estilo Lima o Maranga.
El estilo Maranga podría ser una derivación de Playa Grande; lo cierto es que lo supera técnicamente. Los alfareros de este período realizaron ceramios de diversas formas, decorados con grecas, peces entrelazados, líneas entrecruzadas, triángulos, círculos y puntos blancos. En cuanto a la coloración, fue tetracolor: además de los colores ya utilizados en las fases posteriores de Playa Grande (rojo, blanco y negro) se sumó un nuevo color, el gris. Este estilo de cerámica perduró hasta la dominación de los huaris, sin duda porque era superior a la de los conquistadores, aunque sufrió inevitablemente la influencia foránea.
Fue en el período final de esta etapa, luego de un fenómeno del Niño que ocurrió entre los siglos VI y VII d. C. cuando se reanudó una intensa actividad agrícola en la quebrada de Huachipa. Los asentamientos se trasladaron de los lugares fáciles de defender (elevaciones o cerros) a los espacios adyacentes a los campos de cultivo. Todo ello motivó el auge de las grandes construcciones piramidales y sus edificios y recintos aledaños, siendo el más espectacular en cuanto a envergadura y extensión el sitio de Cajamarquilla. El otro complejo notable es el de Maranga. 
Dichas pirámides (que serían palacios-santuarios) en su estructura siguieron las pautas de otros hechos en la etapa anterior, pero se complementaron con algunos detalles. Son monumentales obras arquitectónicas, llenas de plataformas y palacetes, todas pintadas de amarillo y blanco (el rojo de la etapa anterior quedó descartado). En una buena extensión de estos santuarios se pintó gigantescos murales, principalmente con figuras de peces. Esos muros policromados se podían ver de lejos.
Además de los ya citados complejos de Maranga y Cajamarquilla-Nievería, existen otros testimonios arquitectónicos pertenecientes a esta etapa:
- En el valle bajo del Rímac (actual provincia de Lima): Armatambo, al pie del morro Solar (Chorrillos); y Mangomarca (San Juan de Lurigancho), ambos actualmente afectados por la expansión urbana. Otros testimonios arquitectónicos relativamente coetáneos son la huaca Pucllana (Miraflores) y la huaca Granados (La Molina).
- En el valle del Chillón destacan las estructuras de Carabayllo y la huaca de Cerro Culebras.
- En el valle seco de Ancón: el asentamiento de Playa Grande.
- En el valle de Chancay: el templo-palacio de Cerro Trinidad, en donde se halló un mural policromado, con diseño de peces entrelazados.
- En el valle de Lurín: el viejo templo de adobitos de Pachacámac.

La capacidad de movilizar comunidades enteras para los trabajos públicos y cierta uniformización en el estilo de la cerámica ceremonial son los indicios de la existencia de un poder político central.

## Manifestaciones artísticas

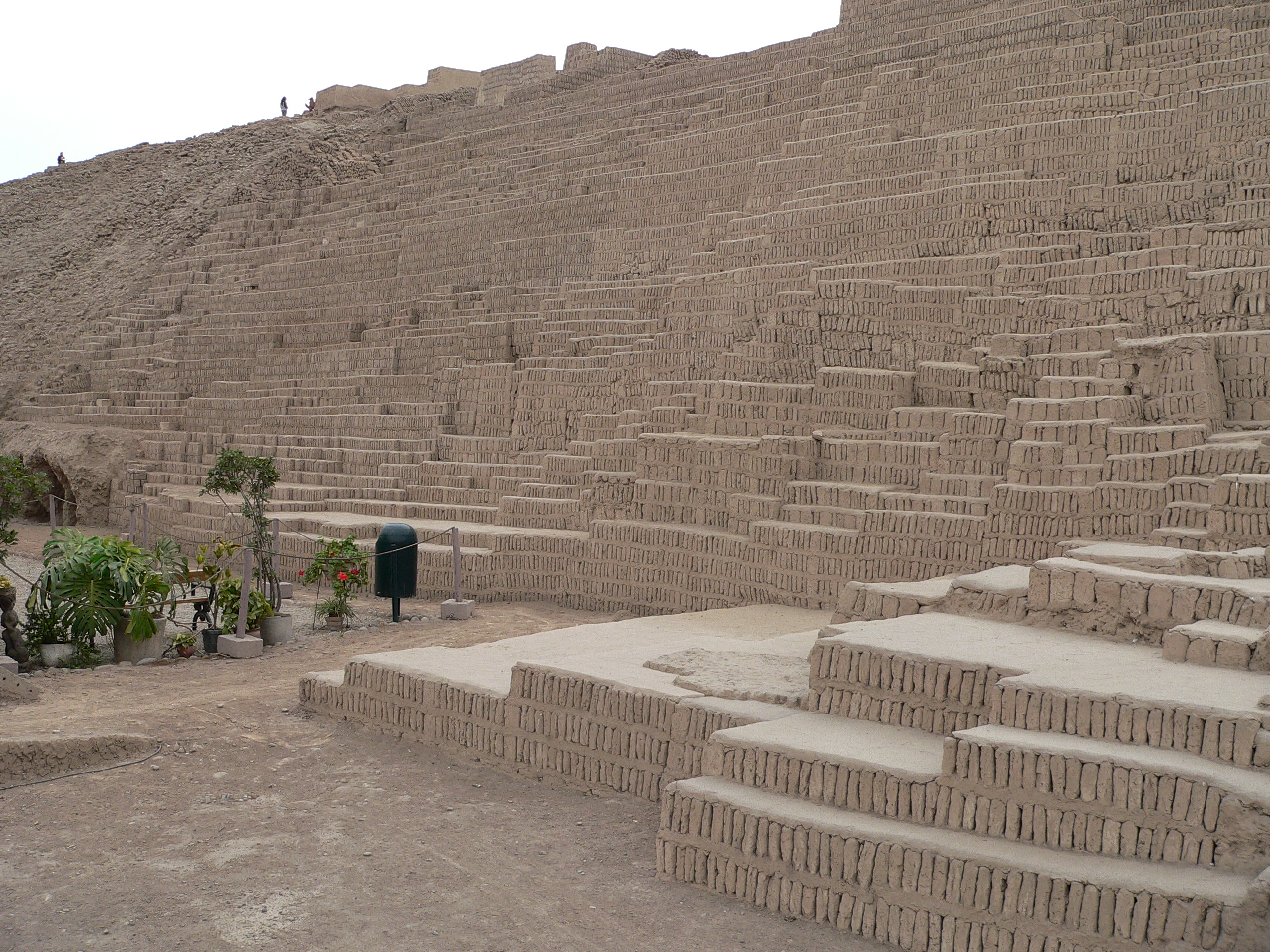
Huaca Pucllana y sus característicos adobitos. Distrito de Miraflores, Lima.

### Arquitectura
Los complejos monumentales son típicos de la cultura lima: altas pirámides con plazas y zonas habitacionales adyacentes, asequibles en sus cimas por medio de caminos bordeados por muros y rampas.
La arquitectura monumental Lima tiene dos técnicas recurrentes:
- El uso del tapial, es decir, muros hechos a base de grandes adobes o adobones de barro apisonado.
- El uso de pequeños ladrillos de adobes con forma de paralelepípedo, que reemplazó al adobe plano-convexo (paniforme) hecho a mano. Muy a menudo estos adobitos están dispuestos en el interior del muro de manera vertical, a la manera de libros en un estante. Esta técnica no sobrevivió tras el fin de la cultura lima.

Ejemplo representativo de esta arquitectura es el inmenso complejo arquitectónico de Maranga, hoy situado dentro del recinto urbano de Lima, entre los distritos del Cercado, Pueblo Libre y San Miguel. Son monumentos piramidales, con rampas y gradas, recintos y almacenes. Una de las edificaciones más notables pertenecientes a este conjunto es la Huaca de San Marcos, ubicada en la avenida Venezuela, en el campus de la Universidad de San Marcos.
La Huaca Pucllana, en el distrito de Miraflores, es otra construcción caracterizada por el uso de los adobitos. Es una construcción piramidal acompañada de una serie de estructuras formadas por paredes rectas que forman recintos y patios, construidos también en adobitos.

### Cerámica

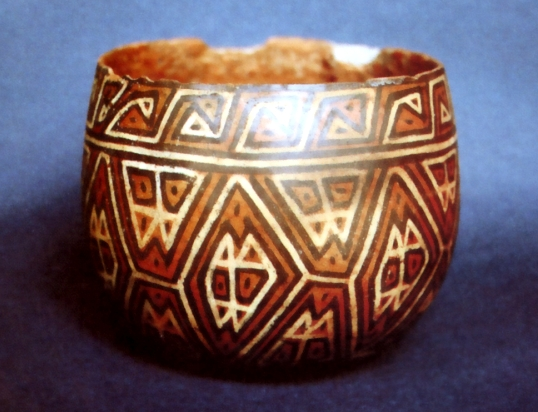
Taza de estilo Playa Grande, con decoración "interlocking". MNAAHP.

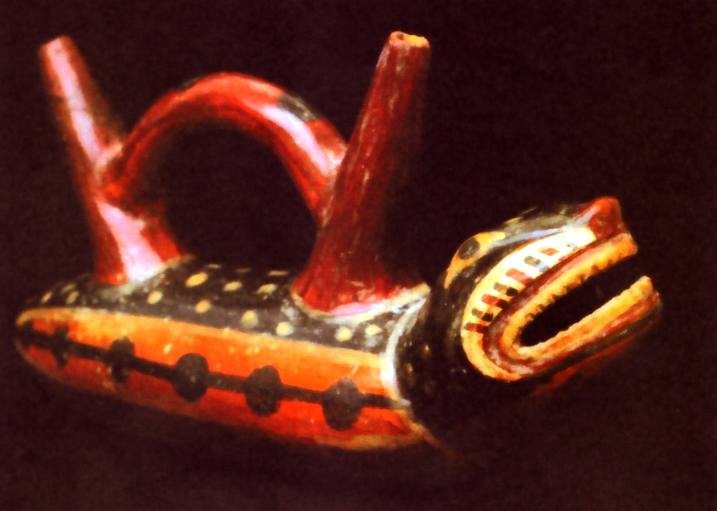
Botella escultórica de estilo Nieveria que representa una serpiente. Museo Larco, Lima - Perú.

El desarrollo de la cerámica Lima se divide en dos grandes etapas:
- El "estilo interlocking" o "Playa Grande", que se caracteriza por tener como motivo principal de decoración una serie de figuras en forma de pez o serpientes entrelazadas entre sí, a manera de figuras geométricas de líneas y puntos. De allí el nombre de interlocking que traducido del inglés significa “entrabado” o “entrelazado”. Combina los colores negro, blanco y rojo (tricolor) sobre un fondo de engobe rojo. La cerámica es fina y de formas agradables, aunque naturalmente se han hallado también tiestos grandes, de pasta gruesa y de aspecto burdo. Las vasijas finas halladas son ollitas esféricas, vasos cilíndricos, vasos en cáliz, vasos acampanados, platos y cuencos de suave cobertura, vasijas mamiformes o en forma de tortuga.
- El estilo Maranga, que exhibe un uso más frecuente del modelado. Su última fase es conocida tradicionalmente como estilo Nievería, ya bajo la influencia Moche y Huari. Resalta el uso de arcillas muy finas así como excelentes condiciones de cocción y acabado de superficie. En su decoración se caracteriza por presentar grecas, peces entrelazados, líneas entrecruzadas, triángulos, círculos y puntos blancos. Usa los colores rojo, blanco, negro y gris (tetracolor) sobre un fondo de engobe anaranjado, fino, lustroso y brillante. Las formas de los ceramios son muy variadas: hay vasijas lenticulares que, con estrangulamiento  en su parte central, parecen dos platos hondos unidos por sus bases. Tienen asa-puente, unas veces uniendo dos golletes largos y cónicos o un gollete con el modelado de una figura o estatuilla antropomorfa o zoomorfa (cerámica escultórica), o simplemente entre el gollete pico y el cuerpo de la vasija, que en estos casos es de forma esférica. Se han hallado también platos, ollas y cántaros de barro de acabado fino, en su gran mayoría.

Como ya señalamos también, en 1964 Patterson subdividió este desarrollo cerámico de la cultura lima en nueve estilos, los siete primeros correspondientes al estilo interlocking y los dos últimas al de Maranga:
- La fase Lima 1 se caracterizó por producir cántaros grandes y platos, con decoración en blanco y negro o bruñida.
- La fase Lima 2 se encuentran ollas con cuello recto y platos, y a las primeras se les aplica un engobe blanco o rojo sobre la superficie.
- La fase Lima 3, en la que predominan los vasos de lados rectos, cántaros grandes, platos, etc.
- La fase Lima 4, en la que aparece un nuevo tipo de olla con borde plano, con decoración pintada.
- La fase Lima 5 donde se presentan principalmente los platos de lados curvos, ollas con borde plano y cántaros mamiformes y el motivo recurrente es la serpiente entrelazada (interlocking).
- La fase Lima 6, en la que predominan cántaros grandes.
- La fase Lima 7 tiene ollas con cuello curvo y cántaros con cuello expandido, entre otros, con decoración de triángulos y serpientes entrelazadas pintadas.
- La fase Lima 8, en la que se repiten formas anteriores, con decoración de triángulos, bandas anchas de colores y líneas blancas delgadas pintadas.
- La fase Lima 9, que repite formas anteriores y se encuentra la culebra entrelazada en la decoración.

## Arte Textil
La textilería fue otra actividad importante de los limas. Usaron con profusión las fibras de algodón y la lana de camélidos. Las decoraciones prevalecientes son las mismas de la cerámica: figuras de peces, serpientes y líneas diversas, entrelazadas. En la época de Maranga se usa un mayor número de colores en comparación con la alfarería. Aparecen el azul, gris, verde, pardo y varios tonos de rojo. En dicha época surgen también tapizados (por primera vez en la costa central), y el brocado y el pintado en tela.

### Arte plumario
El arte plumario fue una de las actividades artísticas característica de los limas. Consistía en la fijación de plumas pintadas o seleccionadas en diferentes colores (rojo, verde, negro, azul y amarillo), eran cosidas dentro de un esquema de diseño que le da al manto una belleza extraordinaria. Las plumas son principalmente de aves marinas, loros, guacamayos y otras especies de los valles interandinos, obtenidos del intercambio comercial interregional. Estos tejidos emplumados eran de uso exclusivo de los señores encargados del culto o del gobierno.

### Cestería
Otra actividad artística con técnica notablemente desarrollada fue la cestería. El arqueólogo Ernesto Tabío, que realizó excavaciones en Playa Grande, ha señalado que este “fue un pueblo notablemente cestero” (1955). Efectivamente, encontró una extraordinaria cantidad de cestos, con gran variedad en sus técnicas de construcción, motivos de decoración, tamaño y formas.

## Economía
Como todas las culturas de zona costera, la base de su economía fue la pesca y la agricultura. 

### Pesca
Como en toda cultura costera la pesca fue una actividad fundamental. Lo más curioso es que, además de las especies de pesca artesanal (pejerrey, corvina, cojinoba, liza, etc.) también se han encontrado restos de pescado que sólo se consiguen en cardúmenes que se hallan a 100 o 200 m de profundidad, como por ejemplo, el machete, la sardina, la anchoveta y el bonito. Se ignora cómo hicieron para capturarlos.
Eran grandes buceadores, de eso no hay duda. Sacaban conchas de mar hasta de 8 m de profundidad, las que servían como objeto decorativo. En todos los palacios se las ha encontrado en gran cantidad.

### Agricultura
La agricultura se convirtió en una actividad intensa. Ganaron tierras de cultivo mediante una red de canales o acueductos, algunos de los cuales todavía están en uso. Sus principales cultivos fueron: maíz, pallar, frijol, zapallo, calabaza, camote, maní, chirimoya, lúcuma, pacae, etc. Tal sería la fertilidad de los valles de la costa y la cantidad de chacras o espacios cultivados, que se calcula que solo en el valle del Rímac acogería a una población de 200.000 personas. Los cronistas españoles han testimoniado que, en efecto, dicho valle era el más rico en ruinas y restos de construcciones antiguas, particularmente en la región baja, cerca al mar. La elección de Francisco Pizarro para fundar allí la capital de su gobernación, hoy capital de la República Peruana, se basó pues en un asentamiento preexistente, próspero y muy poblado. Podemos por eso afirmar que la ciudad de Lima en realidad no nació en 1535, año de su fundación española, sino que sus antecedentes se remontan a muchos siglos atrás.
Para asegurar el riego permanente de sus campos de cultivo y el abastecimiento de agua para las poblaciones, los “limas” realizaron en el valle del Rímac dos obras monumentales de ingeniería hidráulica que hasta la actualidad están en uso:
- El río Surco, que es un canal de riego que lleva las aguas del río Rímac de Ate a Chorrillos, pasando por Santiago de Surco, Miraflores y Barranco.
- El canal de Huatica, que transporta las aguas desde La Victoria hasta Maranga.

Estas obras se realizaron en el último período, el llamado Maranga, entre 500 y 700 d. C. Es posible que las sequías del siglo VI y el aumento de las precipitaciones causadas por un fenómeno del Niño durante el siglo VII hayan sido los estímulos decisivos para tales obras.

### Comercio
Durante la época de esplendor de la cultura lima, toda la zona que ocupaba se había convertido indudablemente en un gran centro comercial. Sus valles la conectaban a lugares estratégicos de la sierra, con cuyos habitantes se intercambiaban sus productos. En los sitios arqueológicos todavía se encuentran elementos de regiones y culturas vecinas, las cuales naturalmente, ejercieron influencias en las manifestaciones artísticas de los limas, como señala Luis Lumbreras: “La cultura lima no es una cultura impersonal; para explicarla tiene que recurrirse a sus relaciones con muchas otras culturas de la costa y la sierra, siendo su carácter de una fuerte receptividad.” (De los pueblos, las culturas y artes del antiguo Perú. Lima, 1969).

## Entierros

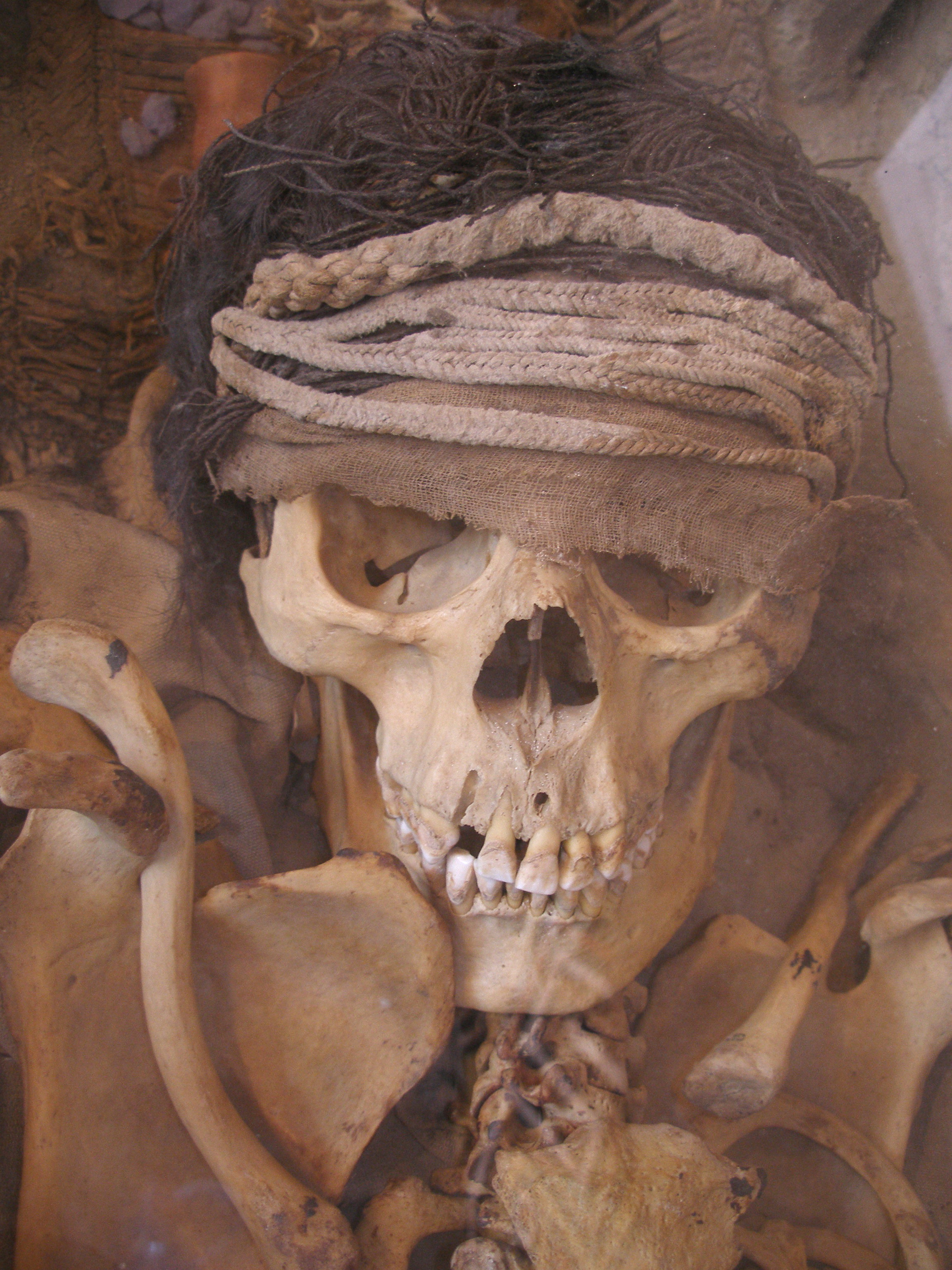
Cráneo de un miembro de la nobleza lima.

Se han encontrado dos formas de enterramientos:
- Común: El cadáver era cubierto con uno o dos mantos, acompañado con pocos utensilios domésticos, colocado en posición horizontal y enterrado a 1 m o 1,5 m de profundidad.
- Especial: El cadáver era colocado sobre una parihuela (especie de litera o cama portátil) fabricada de palos y cañas. La posición del difunto varía según la época: para la etapa anterior a Lima, es decir la llamada Baños de Boza (“Blanco sobre Rojo”), la posición es lateral; para la etapa siguiente o Playa Grande (“interlocking”), el cuerpo es colocado de cúbito ventral (boca abajo) con la camilla sobre la espalda; y para la etapa final o Maranga, se lo coloca de cúbito dorsal (boca arriba), envuelto con varios mantos decorados, con diversos utensilios domésticos y de guerra, y acompañado de otro difunto, un posible sacrificado en su honor.

## Fin de una cultura
Todas las construcciones lima excavadas indican que fueron abandonadas durante el siglo VIII d. C. Se teorizó que las causas hayan sido cataclismos naturales o invasiones destructivas foráneas, como la de los huaris. Sin embargo, los vestigios señalan que se trató de una clausura organizada de los espacios públicos con pleno respeto de reglas precisas. Los patios y otras construcciones en la cima de las pirámides quedaron sepultados con rellenos intencionales. Los accesos se sellaron con pircas de adobe, bloques de greda o piedra. No sabemos si todos los casos de clausura y abandono se dieron en el mismo tiempo y por las mismas razones. Es a veces posible que se tratase de un ritual relacionado con la defunción de los últimos residentes de cada palacio de la fase Maranga. En todo caso, los entierros y otras evidencias de actividad humana demuestran que la arquitectura pública de Lima fue abandonada cuando en la costa central se difundieron vasijas y textiles adornados con diseños originarios de Tiwanacu y de Nasca (estilos Viñaque, Pachacámac y Atarco). A veces, los alfareros locales también adoptaron esas expresiones (estilo Nievería).
Este panorama de colapso del poder central contrasta con la difusión del estilo local, Nievería, hacia Lambayeque, junto con otros estilos sureños. Es probable que varios representantes de las elites lima se unieran a otros grupos Huari y participaran en la conquista del norte. Ya por entonces el santuario de Pachacámac iba alcanzando importancia como centro de atracción de miles de peregrinos, desde donde se difundía en el mundo andino la adoración del dios del mismo nombre. Tal vez fue en ese centro donde se selló la hipotética alianza entre los señores lima y los huari.